# Інформаційно-правові норми

## Визначення
Інформаційно-правові норми (норми  інформаційного права) — це норми права, що регулюють суспільні відносини, які виникають в інформаційній сфері у зв’язку з реалізацією інформаційних прав і свобод та здійсненням інформаційних процесів та інформаційної діяльності.

## Класифікація

### Імперативні та диспозитивні норми інформаційного права
Залежно від виду і форми подання інформації, суб’єктів, що діють в інформаційній сфері, особливостей їх поведінки інформаційно-правові норми поділяють на імперативні й диспозитивні.
Диспозитивні норми формують підвалини інформаційного права, встановлюючи загальні основні дозволи, які, зокрема, регулюють відносини щодо встановлення основних прав і свобод людини, правового статусу інших суб’єктів інформаційного права, основних принципів інформаційного права, серед яких головним є забезпечення свободи збирання та поширення інформації.
Імперативні норми, у свою чергу, залежно від регулятивних функцій, які вони виконують, можна поділити на: норми-принципи, норми-декларації, норми-заборони та норми-приписи.
Однією із особливостей сучасного інформаційного права є широке використання норм-принципів та норм-декларацій. Наприклад, Закон України “Про Основні засади розвитку інформаційного суспільства в Україні на 2007–2015 роки” [Архівовано 2 листопада 2012 у Wayback Machine.], практично повністю складається із норм-принципів та декларацій, визначаючи основні цілі і завдання державної політики в інформаційній сфері.
Норми-заборони в інформаційному праві виконують дві функції:
- вони формують систему винятків щодо права на інформацію – заборони розголошення, заборони збирання, заборони розповсюдження з метою охорони прав і законних інтересів третіх осіб, інтересів держави та суспільства тощо. Наприклад, ст. 32 Конституції України [Архівовано 3 листопада 2017 у Wayback Machine.] забороняє втручання в особисте життя та збирання, зберігання, використання й поширення конфіденційної інформації про особу без її згоди.
- вони створюють гарантії реалізації права на інформацію та захисту прав і свобод людини у сфері інформації, як, наприклад, норма ч. 3 ст. 15 Конституції України, яка визначає, що “цензура заборонена”.

Норми-приписи в інформаційному праві зазвичай використовують для створення механізмів, визначення конкретних способів та засобів реалізації прав суб’єктів інформаційних відносин. Наприклад, ст. 40 Конституції України визначає зобов’язання органів державної влади, органів місцевого самоврядування та посадових і службових осіб цих органів, розглядати направлені до них звернення громадян і давати обґрунтовані відповіді у встановлений законом строк.

### Матеріальні та процесуальні норми інформаційного права
Норми інформаційного права, як і норми більшості галузей права також можна поділити на матеріальні і процесуальні.
Матеріальні норми складають абсолютну більшість норм у системі інформаційного права, ними регламентуються права, обов’язки, компетенція суб’єктів, правила та стандарти здійснення інформаційної діяльності, правові режими тощо. 
Процесуальні норми інформаційного права є нечисленними і мають переважно характер процедурних норм, визначаючи певну послідовність дій суб’єктів певних видів інформаційних відносин.